# Liev Schreiber
Pour les articles homonymes, voir Schreiber.
Liev Schreiber est un acteur, réalisateur et scénariste américain né le 4 octobre 1967 à San Francisco, en Californie.
Il est principalement connu pour avoir interprété le rôle de Cotton Weary dans la saga Scream. En 2005, il réalise le film Tout est illuminé. Il a aussi joué dans divers films comme Salt ou X-Men Origins: Wolverine.
Entre 2013 et 2020, il incarne le rôle titre de la série télévisée Ray Donovan diffusée sur Showtime, personnage qu'il reprend en 2022 pour un téléfilm de conclusion.

## Biographie

### Jeunesse
Fils de Heather Milgram et de Tell Carroll Schreiber, Isaac Liev Schreiber est né à San Francisco en Californie. Son père est un comédien et metteur en scène issu d'une famille aisée protestante du comté de Bucks (Pennsylvanie) et installée aux États-Unis depuis plusieurs générations. La mère de Schreiber, qui vit maintenant dans un ashram en Virginie, vient d'une famille juive ouvrière et communiste de Brooklyn, d'origine polonaise et ukrainienne. Il a quatre demi-frères et une demi-sœur.
Liev Schreiber a une enfance difficile, grandissant dans une famille divisée entre une mère excentrique et un père qui ira jusqu'à l'enlever pour le récupérer. Après le divorce de ses parents, il vit à New York dans un squat de Lower East Side avec sa mère Heather. Celle-ci partage son temps entre son travail de conductrice de taxi et sa passion pour les marionnettes en papier mâché qu'elle fabrique elle-même.
Durant ses études secondaires, il découvre le théâtre et pense d'abord devenir dramaturge. Une fois son baccalauréat obtenu, il intègre la prestigieuse Royal Academy of Dramatic Arts de Londres puis la Yale School of Drama. C'est ainsi qu'il commence sa carrière d'acteur à Broadway.

### Carrière
À Broadway, il se produit dans des pièces comme Moonlight de Harold Pinter, Richard III, Ivanov, ou encore Betrayal aux côtés de Juliette Binoche.
En 1995, son rôle de Cotton Weary dans le film d'horreur américain Scream sorti en 1996 et sa suite Scream 2 et plus tard Scream 3 le font connaître du grand public.
En 1996, il tourne dans le film La Rançon de Ron Howard, puis en 1998, dans L'Heure magique (Twilight) aux côtés de Paul Newman. Toujours en 1998, il interprète au théâtre une adaptation de Cymbeline de Shakespeare qui reçoit un accueil favorable.
En 1999, Liev Schreiber joue dans Hurricane Carter avec Denzel Washington et en 2002 dans le thriller La Somme de toutes les peurs, où il donne la réplique à Ben Affleck et Morgan Freeman. Il retrouve Denzel Washington en 2004 dans le remake de Jonathan Demme : Un crime dans la tête.
En 2006, il joue dans le film d'horreur La Malédiction aux côtés de Julia Stiles. En 2009, Schreiber affronte Hugh Jackman dans X-Men Origins: Wolverine en incarnant le personnage Dents de sabre. L'année suivante, il tourne dans Repo Men aux côtés de Jude Law et dans le film d'action Salt où il donne la réplique à Angelina Jolie.
De 2013 à 2020, il interprète le rôle éponyme de la série Ray Donovan.
En 2015, il est à l'affiche du drame Spotlight avec Mark Ruffalo, Michael Keaton et Rachel McAdams. En 2016, il incarne le colonel Vosch dans le film de science-fiction La Cinquième Vague avec Chloë Grace Moretz.
En 2024, il est annoncé dans le rôle de Sam Fisher, dans la série animée Splinter Cell: Deathwatch, adaptation de la série vidéoludique éponyme.
Parallèlement à sa carrière d'acteur, il réalise en 2005 le film Tout est illuminé, une adaptation du roman de Jonathan Safran Foer avec Elijah Wood dans le rôle principal. Ce long métrage est bien accueilli, et remporte le prix de la Lanterne magique à la Mostra de Venise.

### Vie privée

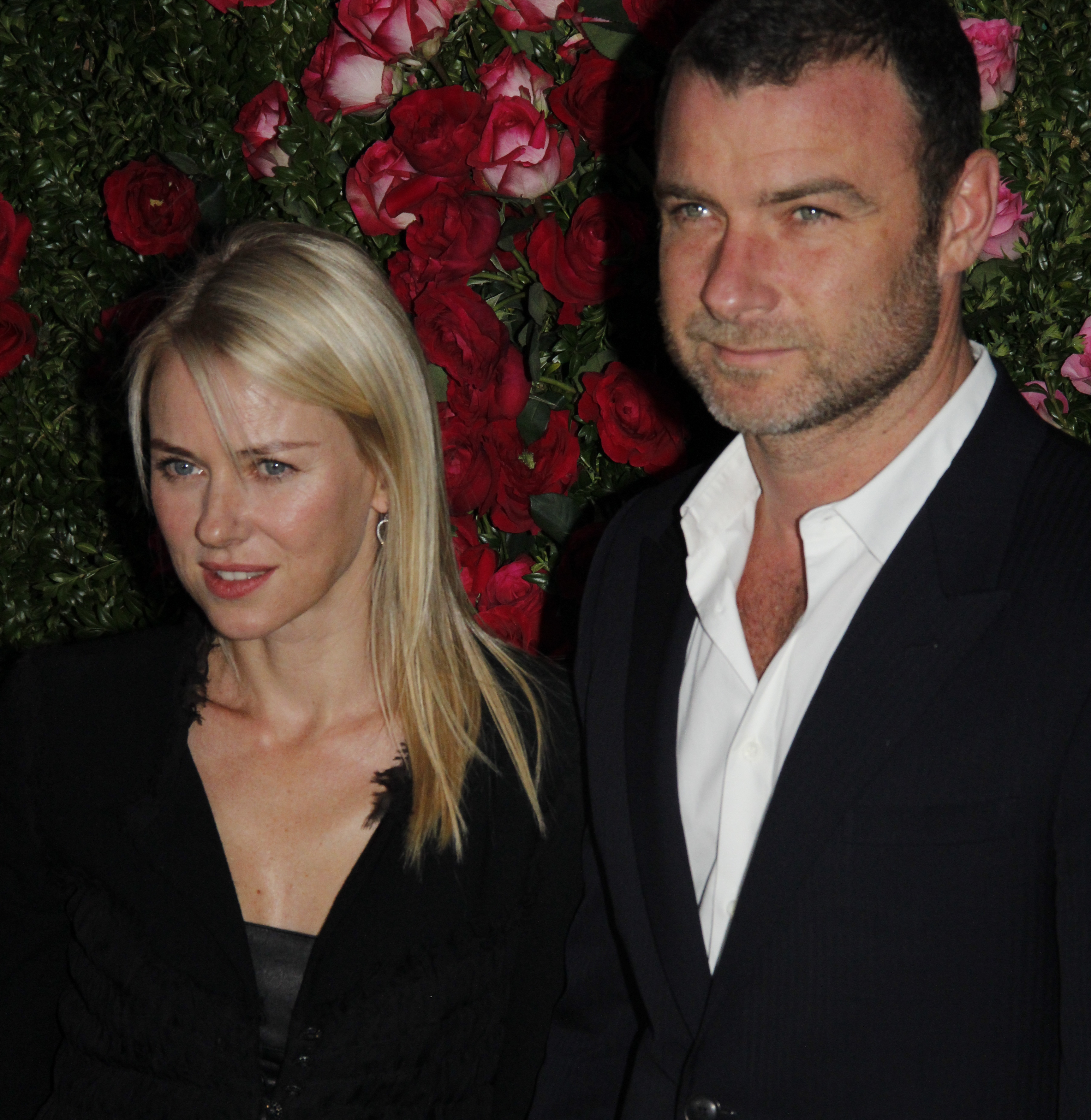
Naomi Watts et Liev Schreiber en 2012.

Liev Schreiber vit entre 2005 et 2016 avec l'actrice Naomi Watts. Ensemble, ils ont eu deux enfants, Alexander Pete Schreiber, né le 25 juillet 2007 et Kai Schreiber, née le 13 décembre 2008. En septembre 2016, Watts et Schreiber annoncent leur séparation.
Il est le demi-frère de l'acteur Pablo Schreiber.

## Théâtre
- 1998 : Cymbeline de William Shakespeare
- 1999 : Hamlet de William Shakespeare
- 2002 : The Mercy Seat (Providence) de Neil LaBute : Ben Harcourt
- 2005 : Henri V de William Shakespeare
- 2005 : Glengarry Glen Ross de David Mamet
- 2006 : Macbeth de William Shakespeare
- 2007 : Talk Radio de Eric Bogosian
- 2010 : A View from the Bridge d'Arthur Miller

## Filmographie

### Cinéma
- 1994 : Joyeux Noël (Mixed Nuts) de Nora Ephron : Chris
- 1995 : Denise au téléphone (Denise Calls Up) de Hal Salwen : Jerry Heckerman
- 1995 : De l'amour à la folie (Mad Love) d'Antonia Bird : le vendeur
- 1995 : Party Girl de Daisy von Scherler Mayer : Nigel
- 1996 : Mariage ou Célibat (Walking and Talking) de Nicole Holofcener : Andrew
- 1996 : En route vers Manhattan (The Daytrippers) de Greg Mottola : Carl Petrovic
- 1996 : À table (Big Night) de Campbell Scott et Stanley Tucci : Leo
- 1996 : La Rançon (Ransom) de Ron Howard : Clark Barnes
- 1996 : Scream de Wes Craven : Cotton Weary
- 1997 : His and Hers (en) de Hal Salwen : Glenn
- 1997 : Baggage (court-métrage)
- 1997 : CIA: America's Secret Warriors : narrateur
- 1997 : Scream 2 de Wes Craven : Cotton Weary
- 1998 : Phantoms de Joe Chappelle : Deputy Stuart « Stu » Wargle
- 1998 : Sphère (Sphere) de Barry Levinson : Dr Ted Fielding
- 1998 : L'Heure magique (Twilight) de Robert Benton : Jeff Willis
- 1998 : Desert Blue de Morgan J. Freeman : Mickey Moonday (voix)
- 1999 : Le Choix d'une vie (A Walk on the Moon) de Tony Goldwyn : Marty Kantrowitz
- 1999 : Jakob le menteur (Jakob the Liar) de Peter Kassovitz : Mischa the Prizefighter
- 1999 : Hurricane Carter (The Hurricane) de Norman Jewison : Sam Chaiton
- 1999 : Spring Forward de Tom Gilroy : Paul
- 2000 : Hamlet de Michael Almereyda : Laertes
- 2000 : Scream 3 de Wes Craven : Cotton Weary
- 2001 : Dial 9 for Love de Kees Van Oostrum : James
- 2001 : Kate et Léopold (Kate and Leopold) de James Mangold : Stuart Besser
- 2002 : La Somme de toutes les peurs (The Sum of All Fears) de Phil Alden Robinson : John Clark
- 2003 : Spinning Boris de Roger Spottiswoode : Joe Shumate
- 2004 : Un crime dans la tête (The Manchurian Candidate) de Jonathan Demme : Raymond Shaw
- 2006 : La Malédiction (The Omen) de John Moore : Robert Thorn
- 2006 : Le Voile des illusions (The Painted Veil) de John Curran : Charlie Townsend
- 2007 : The Ten de David Wain : Ray Johnson
- 2007 : L'Amour aux temps du choléra (Love in the Time of Cholera) de Mike Newell : Lotario Thurgot
- 2009 : Les Insurgés d'Edward Zwick : Zus Bielski
- 2009 : Hôtel Woodstock (Taking Woodstock) d'Ang Lee : Vilma
- 2009 : Every Day de Richard Levine : Ned
- 2009 : X-Men Origins: Wolverine de Gavin Hood : Victor Creed / Dents-de-sabre
- 2010 : Repo Men de Miguel Sapochnik : Franck
- 2010 : Salt de Phillip Noyce : Ted Winter
- 2011 : Fight Games (Goon) de Michael Dowse : Ross Rhea
- 2011 : Cowboys et Envahisseurs (Cowboys and Aliens) de Jon Favreau : le rival de Jake (caméo)
- 2012 : Mental de P. J. Hogan : Trevor Blundell
- 2013 : A Perfect Man de Kees Van Oostrum : James
- 2013 : Le Majordome (Lee Daniels' The Butler) de Lee Daniels : Lyndon B. Johnson
- 2013 : My Movie Project (Movie 43) - segment Homeschooled de Will Graham : Robert
- 2013 : Apprenti Gigolo (Fading Gigolo) de John Turturro : Dovi
- 2013 : Last Days on Mars de Ruairi Robinson : Vincent
- 2013 : L'Intégriste malgré lui (The Reluctant Fundamentalist) de Mira Nair : Bobby
- 2013 : Clear History de Greg Mottola : le tchétchène (non crédité)
- 2014 : Le Prodige (Pawn Sacrifice) d'Edward Zwick : Boris Spassky
- 2015 : Spotlight de Thomas McCarthy : Martin « Marty » Baron
- 2015 : Creed : L'Héritage de Rocky Balboa (Creed) de Ryan Coogler : le narrateur de HBO
- 2016 : La Cinquième Vague (The 5th Wave) de J Blakeson : le colonel Eric Vosch
- 2016 : Goon: Last of the Enforcers de Jay Baruchel : Ross « The Boss » Rhea
- 2017 : Outsider (Chuck) de Philippe Falardeau : Chuck Wepner
- 2017 : My Little Pony : Le Film de Jayson Thiessen : le roi Storm
- 2018 : L'Île aux chiens (Isle of Dogs) de Wes Anderson : Spots (voix)
- 2018 : Spider-Man: New Generation (Spider-Man: Into the Spider-Verse) de Peter Ramsey, Bob Persichetti et Rodney Rothman : Wilson Fisk / Le Caïd (voix)
- 2019 : Un jour de pluie à New York (A Rainy Day in New York) de Woody Allen : Roland Pollard
- 2021 : The French Dispatch de Wes Anderson : l'animateur du talk-show
- 2022 : Asteroid City de Wes Anderson : J.J. Kellogg
- 2023 : Golda de Guy Nattiv : Henry Kissinger
- 2025 : Pris au piège - Caught Stealing (Caught Stealing) de Darren Aronofsky : Lipa

### Télévision
- 1994 : Coulisses d'un meurtre (Janek: The Silent Betrayal) (téléfilm) de Robert Iscove : Owens
- 1995 : Buffalo Girls (mini-série télévisée) de Rod Hardy : Ogden
- 1996 : Al & Willie, ennemis professionnels (The Sunshine Boys) (téléfilm) de John Erman : Ricky Gregg
- 1998 : Since You've Been Gone (téléfilm) de David Schwimmer : Fred Linderhoff
- 2000 : Citizen Welles de Benjamin Ross (téléfilm) : Orson Welles
- 2001-2002 puis depuis 2008 : Hard Knocks (série télévisée) (voix)
- 2002 : Young Dr. Freud (téléfilm) de David Grubin : Sigmund Freud (voix)
- 2003 : Hitler : la Naissance du mal (Hitler: The Rise of Evil) (téléfilm) de Christian Duguay : Ernst Hanfstaengl
- 2005 : Lackawanna Blues (téléfilm) de George C. Wolfe : Ulysses Ford
- 2005 : Oil Storm (téléfilm) de James Erskine : le narrateur (voix)
- 2007 : Les Experts (CSI: Crime Scene Investigation) (série télévisée) : Michael Keppler (saison 7, épisodes 12, 13, 14, 15)
- 2013-2020 : Ray Donovan (série télévisée) : Raymond « Ray » Donovan
- 2017 : L'Histoire de l'Amérique en couleur (America in Color) (série télévisée) : narrateur
- 2022 : Ray Donovan: The Movie (téléfilm) de David Hollander : Raymond « Ray » Donovan
- 2023 : Une lueur d'espoir (A Small Light) (mini-série télévisée) : Otto Frank
- 2024 : Un couple parfait de Susanne Bier : Tag Winbury (mini-série télévisée)
- 2024 : Splinter Cell: Deathwatch : Sam Fisher (série télévisée animée) (voix)

### Réalisateur et/ou scénariste
- 2005 : Tout est illuminé (Everything Is Illuminated)
- 2017 : Outsider (Chuck) de Philippe Falardeau (scénariste uniquement)
- 2022 : Ray Donovan: The Movie (téléfilm) de David Hollander (scénariste et producteur)

## Distinctions

### Récompenses
- 59e cérémonie des Tony Awards 2005 : Meilleur acteur de second rôle dans une pièce pour Glengarry Glen Ross (2004).
- Festival international du film de Bratislava 2005 : Lauréat du Prix du Public pour Tout est illuminé (Everything Is Illuminated) (2005).
- Festival international du film de Bratislava 2005 : Lauréat du Prix FIPRESCI pour Tout est illuminé (Everything Is Illuminated) (2005).
- Festival international du film de São Paulo 2005 : Lauréat du Prix du meilleur scénario pour Tout est illuminé (Everything Is Illuminated) (2005).
- Mostra de Venise 2005 : Lauréat du Prix de la Laterna Magica pour Tout est illuminé (Everything Is Illuminated) (2005).
- Mostra de Venise 2005 : Lauréat du Prix Biografilm pour Tout est illuminé (Everything Is Illuminated) (2005).

### Nominations
- Festival international du film de Bratislava 2005 : Nomination au Grand Prix pour Tout est illuminé (Everything Is Illuminated) (2005).
- Festival international du film de Gijón 2005 : Nomination au Grand Prix pour Tout est illuminé (Everything Is Illuminated) (2005).
- Festival international du film de São Paulo 2005 : Nomination au Prix du meilleur premier film pour Tout est illuminé (Everything Is Illuminated) (2005).
- 31e cérémonie des Saturn Awards 2005 : Meilleur acteur dans un second rôle pour Un crime dans la tête (2004).
- Mostra de Venise 2005 : Nomination au Prix Venice Horizons pour Tout est illuminé (Everything Is Illuminated) (2005).
- 71e cérémonie des Golden Globes 2014 : Meilleur acteur dans une série dramatique pour Ray Donovan (2013-2020).
- 72e cérémonie des Golden Globes 2015 : Meilleur acteur dans une série dramatique pour Ray Donovan (2013-2020).
- 67e cérémonie des Primetime Emmy Awards 2015 : Meilleur acteur dans une série télévisée dramatique pour Ray Donovan (2013-2020).
- 6e cérémonie des Critics' Choice Television Awards 2016 : Meilleur acteur dans une série dramatique pour Ray Donovan (2013-2020).
- 7e cérémonie des Critics' Choice Television Awards 2016 : Meilleur acteur dans une série dramatique pour Ray Donovan (2013-2020).
- 73e cérémonie des Golden Globes 2016 : Meilleur acteur dans une série dramatique pour Ray Donovan (2013-2020).
- 68e cérémonie des Primetime Emmy Awards 2016 : Meilleur acteur dans une série télévisée dramatique pour Ray Donovan (2013-2020).
- 74e cérémonie des Golden Globes 2017 : Meilleur acteur dans une série dramatique pour Ray Donovan (2013-2020).
- 75e cérémonie des Golden Globes 2018 : Meilleur acteur dans une série dramatique pour Ray Donovan (2013-2020).

## Voix francophones
En France, Thierry Hancisse est la voix régulière de Liev Schreiber, à qui il prête sa voix depuis 2009. En parallèle, Guillaume Orsat et Jérémie Covillault l'ont également doublé à trois reprises.
Au Québec, Pierre Auger est la voix régulière de l'acteur. Il y a également Patrick Chouinard qui l'a doublé à cinq reprises.